# Musica X
 (janvier 2024).
Si vous disposez d'ouvrages ou d'articles de référence ou si vous connaissez des sites web de qualité traitant du thème abordé ici, merci de compléter l'article en donnant les références utiles à sa vérifiabilité et en les liant à la section « Notes et références ».
Albums de Perturbazione
Del nostro tempo rubato
(2010)
Musica X est le septième album du groupe piémontais Perturbazione, sorti en 2013.

## Liste des titres
| No  | Titre               | Durée |
| --- | ------------------- | ----- |
| 1.  | Chiticapisce        | 3:18  |
| 2.  | La vita davanti     | 3:23  |
| 3.  | Musica X            | 3:27  |
| 4.  | Diversi dal resto   | 3:39  |
| 5.  | Mia figlia infinita | 2:53  |
| 6.  | I baci vietati      | 3:25  |
| 7.  | Monogamia           | 3:27  |
| 8.  | Ossexione           | 4:09  |
| 9.  | Questa è Sparta     | 3:46  |
| 10. | Legàmi              | 4:22  |